# シュトゥットガルト・バッハ・コレギウム
シュトゥットガルト・バッハ・コレギウム（シュトゥットガルト・バッハ合奏団、独：Bach-Collegium Stuttgart）は、ドイツ・シュトゥットガルトに本拠を置くオーケストラである。

## 概要
ヘルムート・リリングによって創設されたゲッヒンゲン聖歌隊（Gächinger Kantorei、1954年設立）と協演することを目的として1965年に設立された。同地でのコンサートや音楽祭への出演、世界各地へツアーも行われた。リリングの指揮の世界最初のJ・S・バッハのカンタータ全集のレコーディングは高く評価されている。
バッハだけでなく、モーツァルトや古典派の作品も演奏するが、実態は近くの放送オーケストラや劇場オーケストラ、コンサート・オーケストラ、フリーの奏者の寄せ集めであり、常設の団体ではないため移動が激しく、頻繁にメンバーが変わる。
主なレコーディングは、前記のバッハ・カンタータ全集のほかに宗教曲、バッハ以外ではモーツァルトのレクイエムなどがある。